# Daniel Simons
Daniel James Simons (né en 1969) est un psychologue expérimental, scientifique cognitif et professeur au Département de psychologie et au Beckman Institute for Advanced Science and Technology de l'Université de l'Illinois.
Simons est surtout connu pour ses travaux sur la Cécité au changement, la Cécité d'inattention, deux exemples surprenants de la façon dont les gens peuvent ignorer l'information juste devant leurs yeux. Il travaille aussi sur la cognition visuelle, la perception, la mémoire, l'attention et la conscience.

## Biographie
Simons obtient un baccalauréat en psychologie du Carleton College en 1991 et un doctorat de l'Université Cornell en 1997. Simons passe ensuite 5 ans à l'Université Harvard, d'abord en tant que professeur adjoint, puis en tant que professeur associé John Loeb. En 2002, Simons devient professeur à l'Université de l'Illinois où il dirige le Visual Cognition Laboratory.
Ses recherches se concentrent sur les fondements cognitifs de notre expérience d'un monde visuel stable et continu. Une ligne de recherche se concentre sur la Cécité au changement. Ces incapacités à remarquer de grands changements dans les scènes suggèrent que nous sommes beaucoup moins conscients de notre monde visuel que nous ne le pensons. Des études connexes explorent quels aspects de notre environnement captent automatiquement l'attention et quels objets et événements passent inaperçus. De telles études révèlent l'étendue surprenante de la Cécité d'inattention - l'incapacité à remarquer des événements inhabituels et saillants dans leur monde visuel lorsque l'attention est autrement engagée et que les événements sont inattendus. Il travaille aussi sur la perception de scène, la reconnaissance d'objets, la mémoire visuelle, la décoloration visuelle, l'attention, la conduite et la distraction.
En 2003, Simons remporté le prix scientifique de l'Association américaine de psychologie pour ses contributions en début de carrière à la psychologie. Il est également chercheur Alfred P. Sloan de 1999 à 2003. En 2004, Simons et son collaborateur, Christopher Chabris, remportent le Prix Ig-Nobel pour avoir démontré, grâce à une courte vidéo, que même les gorilles peuvent devenir invisibles lorsque les gens focalisent l'entièreté de leur attention sur une unique tâche, faisant aisni abstraction de tout le reste. Ils publient un livre (The Invisible Gorilla) en 2010, expliquant en détail ce remarquable phénomène cognitif,.
Tout au long de sa carrière, Simons reçoit également de nombreux prix d'enseignement et de mentorat pour son investissement en faveur d'une éducation de qualité au premier cycle et aux cycles supérieurs.